# Calcio volante

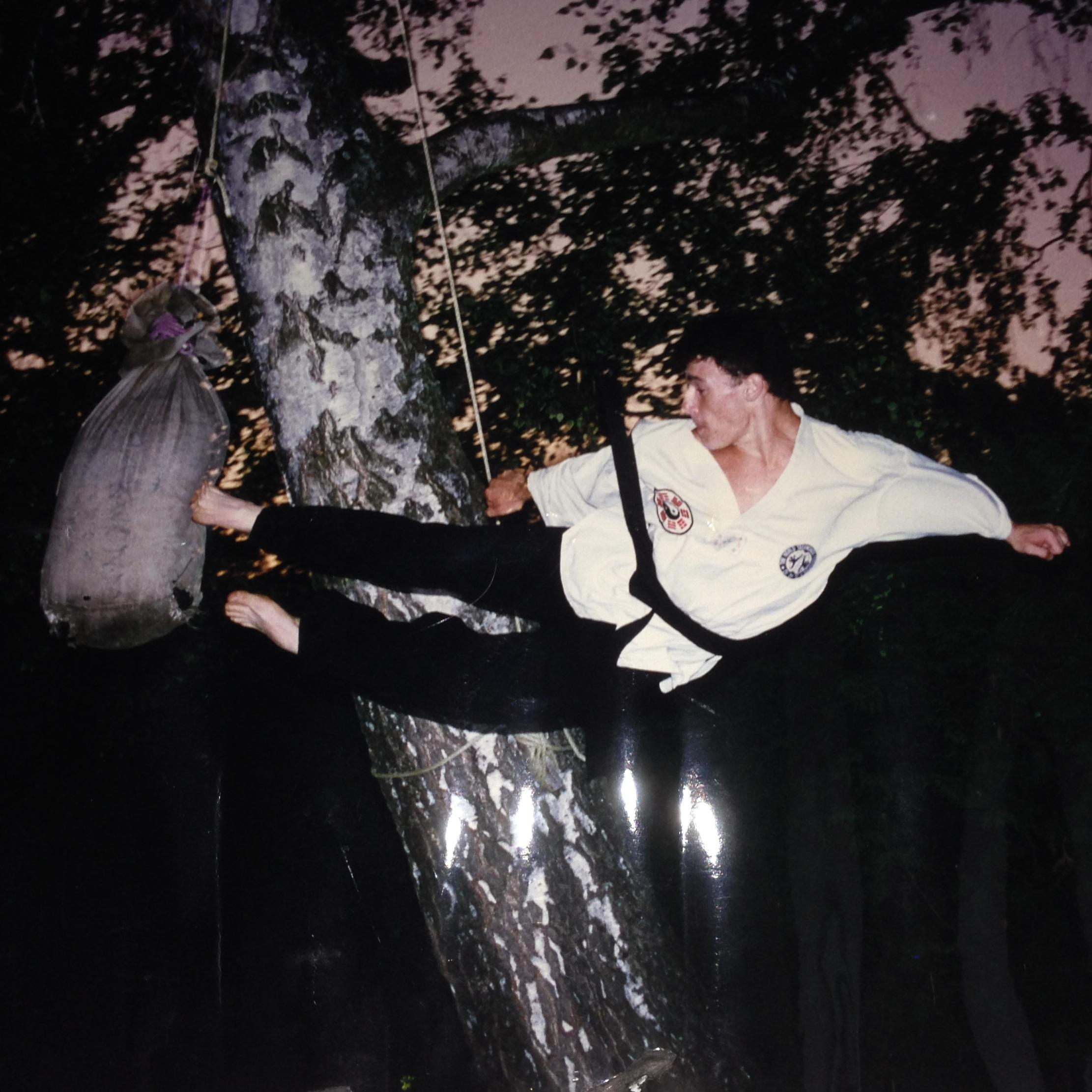
calcio volante eseguito da una cintura nera nelle arti marziali.

Il calcio volante è un tipo di calcio praticato in certe arti marziali e nei tipi di ginnastica basati su di esse, con la particolarità di essere scagliato nell'aria, più specificamente è effettuato muovendosi ("volando") verso l'avversario dopo una rincorsa iniziale per prendere lo slancio. In questo senso il "calcio volante" è un caso particolare del calcio saltato, cioè ogni calcio che viene scagliato a mezz'aria senza che i piedi tocchino il suolo.
I calci volanti e saltati sono insegnati in alcune arti marziali asiatiche, per esempio il karate, kempo, kalarippayattu, kung fu e taekwondo.

## Storia
Il calcio in generale, così come il calcio saltato, erano estranei allo stile meridionale, e la loro presenza nelle arti marziali Giapponesi, Coreane e del Wing Chun erano probabilmente dovute all'influenza dello stile settentrionale. Storicamente, lo sviluppo e la diffusione delle tecniche del calcio saltato nelle arti marziali asiatiche sembra aver avuto luogo tra il 1930 e il 1950. Durante questo periodo, che risale al 1940 le arti marziali cinesi influenzarono le arti marziali dell'Okinawa. Le arti marziali dell'Okinawa a loro volta si svilupparono nel karate e ultimamente nel taekwondo. L'enfatizzazione che svolge il taekwondo nello spinning, nel salto e nel calcio volante risale al 1960s

## Tecnica
Il completamento di un calcio volante si affida a una preparazione mentale combinata a una predisposizione per le attività atletiche. Infatti un elemento fondamentale per la preparazione consiste nell'esercizio mentale e nel visualizzare sempre mentalmente il calcio volante prima della sua esecuzione. Un calcio volante eseguito correttamente richiede che l'individuo atterri sui propri piedi mantenendo l'equilibrio.

## Praticità e scopo
Sebbene l'efficienza di un calcio saltato in uno sport di combattimento o per autodifesa sia molto discutibile, la mossa è utilizzata principalmente a scopo dimostrativo, per mostrare l'abilità e il controllo che possiede chi lo pratica, o come un passo di danza.
Il calcio volante (nonostante il riferimento all'utilità) è considerato come una fra le tecniche delle arti marziali più difficili da praticare correttamente. In un testo pubblicato nel 1991 dedicato ai calci volanti del taekwondo  l'allenatore Yeon Hwan Park sosteneva che il principale beneficio dell'allenamento sul calcio volante sia "superare i limiti delle barriere mentali attraverso il superamento di imprese fisiche che danno confidenza a colui che lo sta imparando". Park enfatizza il fatto che il calcio volante e saltato siano fra le più difficili ed avanzate tecniche, e che lui stesso non ne consiglia l'utilizzo durante i tornei, ma allo stesso tempo ipotizza che possano essere eseguite anche nell'autodifesa dopo averne conosciuto a fondo la tecnica di esecuzione.